# Walter Vílchez
Walter Ricardo Vílchez Soto (ur. 20 lutego 1982 w Chiclayo) – peruwiański piłkarz występujący na pozycji obrońcy. Zawodnik klubu Universidad César Vallejo.

## Kariera klubowa
Vílchez zawodową karierę rozpoczynał w 2000 roku w zespole Deportivo Wanka. Następnie grał w ekipach Unión Minas oraz Sport Coopsol. W 2003 roku trafił do Alianzy Lima. W 2003 oraz w 2004 roku zdobył z nią mistrzostwo Peru. Na początku 2005 roku podpisał kontrakt z argentyńskim Olimpo. W Primera División Argentina zadebiutował 11 lutego 2005 roku w wygranym 3:0 pojedynku z San Lorenzo. W Olimpo spędził pół roku.
W połowie 2005 roku Vílchez wrócił do Peru, gdzie został graczem Sportingu Cristal. W tym samym roku zdobył z nim mistrzostwo Peru. Na początku 2007 roku odszedł do meksykańskiego Cruz Azul. W Primera División de México zadebiutował 21 stycznia 2007 roku w wygranym 3:2 spotkaniu z Pachuką. W połowie 2007 roku został wypożyczony do Puebli, w której spędził 2 lata.
W 2009 roku Vílchez przeszedł do peruwiańskiego Cienciano. Po roku odszedł do Alianzy Lima, a w 2011 roku ponownie został graczem Sportingu Cristal.

## Kariera reprezentacyjna
W reprezentacji Peru Vílchez zadebiutował 24 lipca 2001 roku w przegranym 0:3 ćwierćfinałowym meczu Copa América z Kolumbią. Było to jednak jedyne spotkanie rozegrane przez niego na tamtym turnieju, który Peru zakończyło na ćwierćfinale .
W 2004 roku Vílchez ponownie wziął udział w Copa América. Na tamtym turnieju, z którego Peru odpadło w ćwierćfinale, zagrał w pojedynkach z Boliwią (2:2), Wenezuelą (3:1), Kolumbią (2:2) i Argentyną (0:1).
18 sierpnia 2005 roku w wygranym 3:1 towarzyskim meczu z Chile Vílchez strzelił pierwszego gola w drużynie narodowej. W 2007 roku po raz trzeci uczestniczył w Copa América. Podczas tamtego turnieju zakończonego przez Peru na ćwierćfinale, wystąpił w spotkaniach z Urugwajem (3:0), Wenezuelą (0:2), Boliwią (2:2) oraz Argentyną (0:4).